# Protoribates paracapucinus
Protoribates paracapucinus är en kvalsterart som först beskrevs av Sandór Mahunka 1988.  Protoribates paracapucinus ingår i släktet Protoribates och familjen Protoribatidae. Inga underarter finns listade i Catalogue of Life.